# Ulrich Wehling
Ulrich Wehling (Halle, 8 juli 1952) is een Duits noordse combinatieskiër. 

## Carrière
Wehling is de enige noordse combinatieskiër die drie individuele olympische gouden medailles heeft gewonnen. Wehling won in 1972, 1976 en 1980 olympisch goud in de tijd dat de sport nog uit één onderdeel bestond. Wehling was de eerste wintersporter met drie opeenvolgende olympische gouden medailles sinds Gillis Grafström bij het kunstrijden. Wehling werd ook in 1974 wereldkampioen. 

## Belangrijkste resultaten

### Olympische Winterspelen
| Editie | Plaats      | Resultaten  |
| ------ | ----------- | ----------- |
| 1972   | Sapporo     | individueel |
| 1976   | Innsbruck   | individueel |
| 1980   | Lake Placid | individueel |

### Wereldkampioenschappen noordse combinatie
| Jaar | Plaats      | Resultaten  |
| ---- | ----------- | ----------- |
| 1972 | Sapporo     | individueel |
| 1974 | Falun       | individueel |
| 1976 | Innsbruck   | individueel |
| 1978 | Lahti       | individueel |
| 1980 | Lake Placid | individueel |